# بیلی‌ویل (پنسیلوانیا)
بیلی‌ویل (به انگلیسی: Baileyville) یک منطقهٔ مسکونی در ایالات متحده آمریکا است که در شهرستان سنتر، پنسیلوانیا واقع شده‌است. بیلی‌ویل ۳٫۲۳ کیلومتر مربع مساحت و ۲۰۱ نفر جمعیت دارد و ۳۵۱٫۱۳ متر بالاتر از سطح دریا واقع شده‌است.